# رئوس مطالب مصر

محل مصر

طرح کلی زیر به عنوان یک نمای کلی و راهنمای موضوعی مصر ارائه شده‌است:
مصر (عربی: مصر تلفظ عربی مصری: [mɑsˤɾ]، عربی: [mɪsˤɾ]) یک کشور مستقل واقع در شرق شمال آفریقا است که شامل شبه جزیره سینا، یک پل زمینی به آسیا است. 
مساحتی در حدود ۱٬۰۰۲٬۴۵۰ کیلومتر مربع (۳۸۷٬۰۵۰ مایل مربع) دارد. مصر از غرب با لیبی از جنوب با سودان و از شرق با فلسطین و اسرائیل همسایه است. سواحل شمالی آن با دریای مدیترانه هم‌مرز است. ساحل شرقی با دریای سرخ هم‌مرز است. مصر به خاطر تمدن باستان و برخی از قدیمی‌ترین بناهای تاریخی جهان از جمله مجموعه هرم جیزه با ابوالهول بزرگ، هرم پلکانی در ساکارا، معبد ادفو ، ابوسیمبل و … مشهور است. شهر جنوبی اقصر شامل آثار باستانی بی شماری مانند معبد کرنک و دره پادشاهان است. مصر به عنوان یک کشور مهم سیاسی و فرهنگی در خاورمیانه، به عنوان مرکز جهان عرب مورد توجه قرار گرفته‌است. مصر، از نظر تاریخی، «دروازه آفریقا» شمالی بوده و بسیاری از سفرهای علمی از قاهره سازمان یافته‌است.

## مرجع عمومی
- ‎/ˈiːdʒɪpt/‎
- نام کشور مشترک: مصر
- نام رسمی کشور: جمهوری عربی مصر
- نام خارجی و داخلی (های) متداول: Misr
- نام خانوادگی (های) رسمی: Ǧumhūriyyat Miṣr al-Arabiayah
- صفت(ها): مصری
- دمون(ها):
- ریشه‌شناسی: نام مصر
- رتبه‌بندی بین‌المللی مصر
- کدهای ISO کشور: EG , EGY، ۸۱۸
- کد منطقه ایزو: به ISO 3166-2: EG مراجعه کنید
- اینترنت کشور کد دامنه سطح بالا: .eg

## جغرافیا
جغرافیای مصر
- مصر: یک کشور است
- محل
  - مصر در مناطق زیر واقع شده‌است:
    - نیمکره شمالی و نیمکره شرقی
    - آفریقا
      - شمال آفریقا
      - صحرای بزرگ آفریقا

    - خاورمیانه

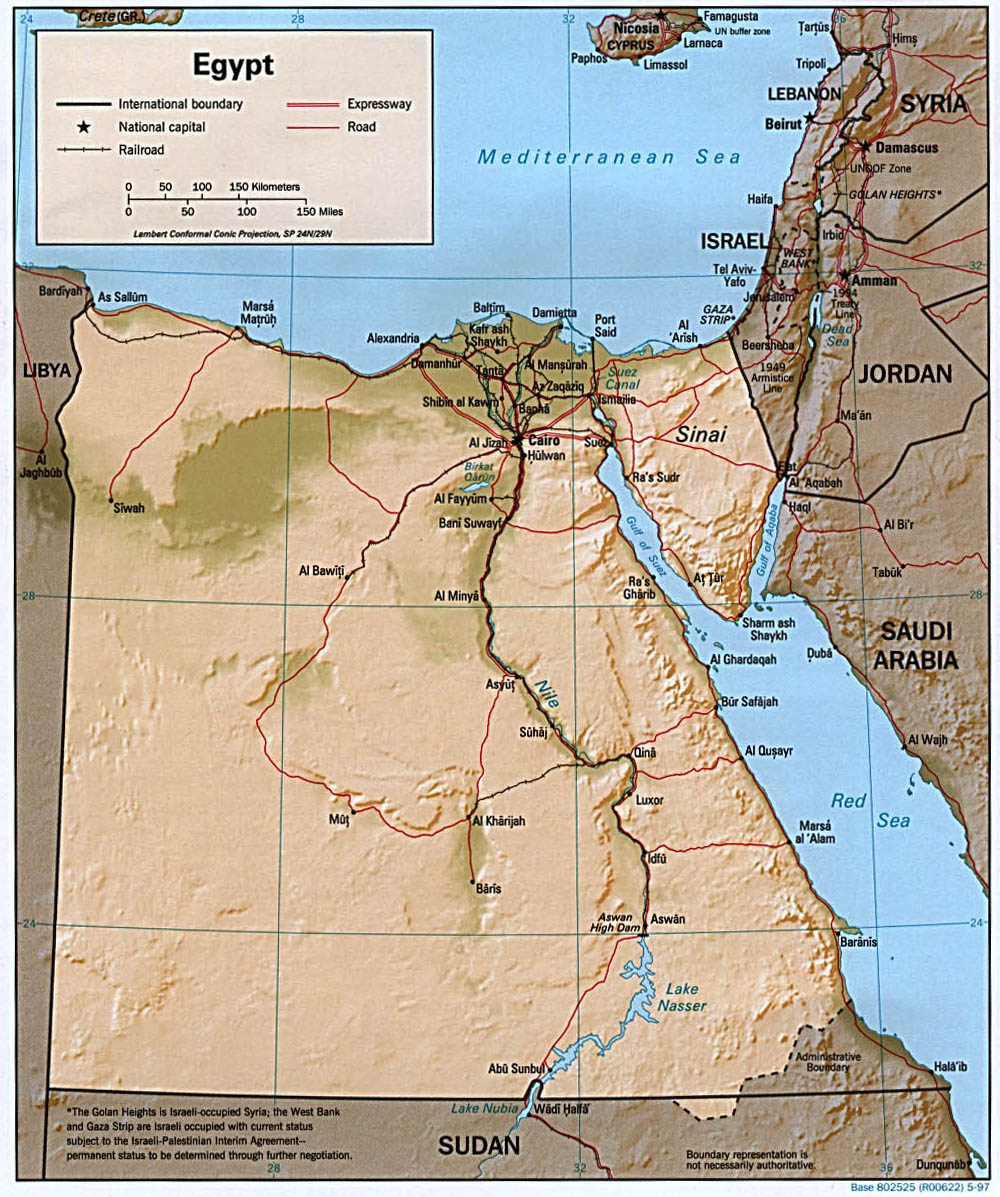
یک نقشه برجسته قابل ارتقا از مصر

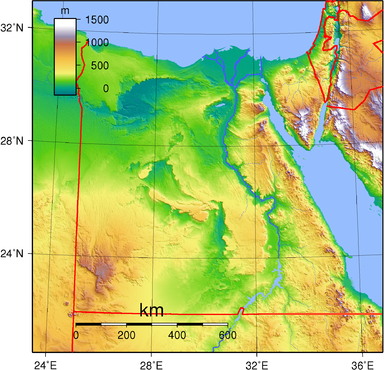
نقشه توپوگرافی قابل ارتقا از مصر

  - منطقه زمانی: زمان استاندارد مصر (UTC + 02)، زمان تابستانی مصر (UTC + 03) آوریل – سپتامبر
  - نقاط شدید مصر
    - ۲٬۶۲۹ متر (۸٬۶۲۵ فوت): کوه کاترین ۲٬۶۲۹
    - کم: چاله قطرا −۱۳۳ متر (−۴۳۶ فوت)

  - مرزهای زمینی: ۲٬۶۶۵ کیلومتر (۱٬۶۵۶ مایل)

 سودان  سودان ۱٬۲۷۳ کیلومتر (۷۹۱ مایل)
 لیبی  لیبی ۱٬۱۱۵ کیلومتر (۶۹۳ مایل)
 فلسطین  فلسطین و اسرائیل  اسرائیل ۲۷۷ کیلومتر (۱۷۲ مایل)
- خط ساحلی: ۲٬۴۵۰ کیلومتر (۱٬۵۲۲ مایل)

- جمعیت مصر: ۸۸٬۶۶۲٬۸۰۰ نفر (برآورد ۲۰۱۵) - پانزدهمین کشور پرجمعیت
- مساحت مصر: ۱٬۰۰۲٬۴۵۰ کیلومتر مربع (۳۸۷٬۰۵۰ مایل مربع) - سی امین کشور بزرگ
- اطلس مصر

### محیط زیست
- آب و هوای مصر
- مسائل زیست‌محیطی در مصر
- مناطق بومی مصر
- انرژی‌های تجدید پذیر در مصر
- زمین‌شناسی مصر
- حیات وحش مصر
  - جانوران مصر
    - پرندگان مصر
    - پستانداران مصر
- مرکز اسناد میراث فرهنگی و طبیعی

#### ویژگی‌های جغرافیایی

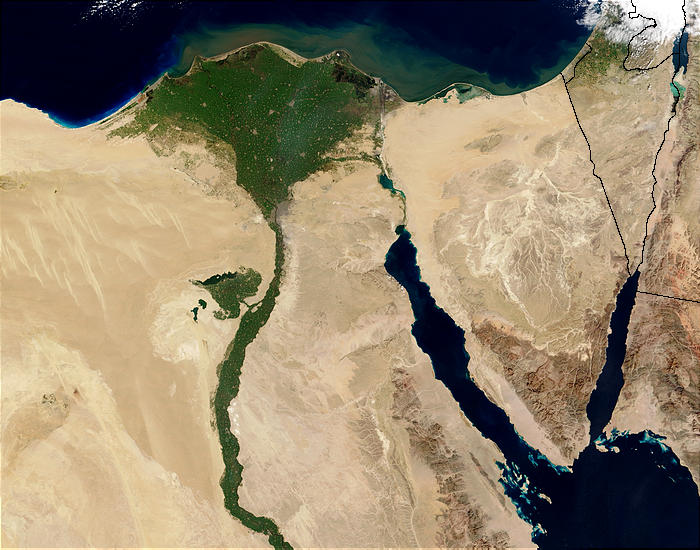
یک تصویر ماهواره ای قابل بزرگ شدن از رودخانه پایین نیل و دلتا.

- صحراهای مصر
  - صحرای لیبی
  - صحرای شرقی
- یخچال‌های طبیعی در مصر: هیچ‌کدام[۲]
- دریاچه‌های مصر
- رودخانه‌های مصر
- فهرست میراث جهانی یونسکو
- کانال سوئز

### مناطق
- دره نیل و دلتا
- کویر غربی صحرای لیبی نیز شناخته می‌شود)
- کویر شرقی بیابان عربی نیز شناخته می‌شود)
- شبه‌جزیره سینا

#### مناطق بومی
فهرست مناطق محلی در مصر

#### تقسیمات اداری
تقسیمات اداری مصر
- استان‌های مصر (۲۷)
  - Markazes of Egypt (166)
    - شهرداری‌های مصر
      - مناطق مصر

##### استانها

استانهای مصر
استان‌های مصر
| شماره | نام               | مساحت (کیلومتر مربع) | جمعیت (۲۰۱۵) | سرمایه، پایتخت  |
| ----- | ----------------- | -------------------- | ------------ | --------------- |
| ۲     | استان اسکندریه    | 2,300                | 4,812,186    | اسکندریه        |
| ۲۷    | استان اسوان       | 62,726               | 1,431,488    | اسوان           |
| ۲۲    | استان اسیوط       | 25,926               | 4,245,215    | اسیوط           |
| ۳     | استان بحیره       | 9,826                | 5,804,262    | دمنهور          |
| ۱۹    | استان بنی‌سویف     | 10,954               | 2,856,812    | بنی سویف        |
| ۱۶    | استان قاهره       | 3,085                | 9,278,441    | قاهره           |
| ۵     | استان دقهلیه      | 3,538                | 5,949,001    | منصوره          |
| ۶     | استان دمیاط       | 910                  | 1,330,843    | دمیاط           |
| ۱۵    | استان فیوم        | 6,068                | 3,170,150    | فیوم            |
| ۹     | استان غربیه       | 1,942                | 4,751,865    | طنطا            |
| ۱۴    | استان جیزه        | 13,184               | 7,585,115    | جیزه            |
| ۱۳    | استان اسماعیلیه   | 5,067                | 1,178,641    | اسماعیلیه (شهر) |
| ۴     | استان کفرالشیخ    | 3,467                | 3,172,753    | کفر الشیخ       |
| ۲۶    | استان اقصر        | 2,410                | 1,147,058    | اقصر            |
| ۱     | استان مطروح       | 166,563              | 447,846      | مرسی مطروح      |
| ۲۰    | استان منیا        | 32,279               | 5,156,702    | منیا            |
| ۱۰    | استان منوفیه      | 2,499                | 3,941,293    | شبین الکوم      |
| ۲۱    | استان وادی‌الجدید  | 440,098              | 225,416      | خارجه           |
| ۸     | استان سینای شمالی | 28,992               | 434,781      | عریش            |
| ۷     | استان پورت‌سعید    | 1,345                | 666,599      | پورت‌سعید        |
| ۱۱    | استان قلیوبیه     | 1,124                | 5,105,972    | بنها            |
| ۲۵    | استان قنا         | 10,798               | 3,045,504    | قنا (شهر)       |
| ۲۳    | استان بحرالاحمر   | 119,099              | 345,775      | غردقه           |
| ۱۲    | استان شرقی (مصر)  | 4,911                | 6,485,412    | زقازیق          |
| ۲۴    | استان سوهاج       | 11,022               | 4,603,861    | سوهاج           |
| ۱۸    | استان سینای جنوبی | 31,272               | 167,426      | الطور (مصر)     |
| ۱۷    | استان سوئز        | 9,002                | 622,859      | سوئز (شهر)      |

##### شهرداری‌ها
لیست شهرهای مصر
- پایتخت مصر: قاهره (طرح کلی)

### جمعیت‌شناسی
جمعیت‌شناسی مصر
- سرشماری‌های مصر
- تاریخچه دی‌ان‌ای مصر
- تاریخچه جمعیت مصر

#### اقوام
| - عربها - نوبیان | - قبطی‌ها - مردم Dom | - بیجا - بداوی |

#### ملیت‌ها
| - مصری‌ها | - یونانی‌ها | - ارمنی‌ها |

## حکومت و سیاست
سیاست مصر
- شکل دولت: جمهوری نیمه ریاست جمهوری
- پایتخت مصر: قاهره
- انتخابات در مصر
- احزاب سیاسی در مصر
- انقلاب ۲۰۱۱ مصر

### شعب دولت
دولت مصر

#### شاخه اجرایی
- رئیس دولت: رئیس‌جمهور مصر است.
  - کابینه مصر

#### شاخه قانونگذاری
- مجلس نمایندگان مصر – در ۱۱ فوریه ۲۰۱۱ توسط ارتش مصر منحل شد.
  - مجلس اعلا: مجلس شورا
  - مجلس سفلا: مجلس خلق مصر

#### شاخه قضایی
سیستم قضایی مصر
- دادگاه عالی قانون اساسی مصر
- دادگاه تجدید نظر
- دادگاه بدوی
- دادگاه خانواده

#### عضویت در سازمان بین‌المللی
- سازمان بین‌المللی فرانکفونی (OIF)
- آژانس بین‌المللی انرژی اتمی (IAEA)
- آژانس چندجانبه تضمین سرمایه‌گذاری (MIGA)
- آنکتاد (UNCTAD)
- اتاق بازرگانی بین‌المللی (ICC)
- اتحادیه آفریقا (AU)
- اتحادیه بین‌المجالس (IPU)
- اتحادیه بین‌المللی مخابرات (ITU)
- اتحادیه جهانی پست (UPU)
- اتحادیه کشورهای عرب (LAS)
- انجمن توسعه بین‌الملل (IDA)
- اونروا (UNRWA)
- بانک اروپایی بازسازی و توسعه (EBRD)
- بانک بین‌المللی بازسازی و توسعه (IBRD)
- بانک توسعه اسلامی (IDB)
- پلیس بین‌الملل (Interpol)
- جنبش عدم تعهد (NAM)
- دیوان دائمی داوری (PCA)
- دیوان کیفری بین‌المللی (ICCt) (signatory)
- سازمان آب‌نگاری بین‌المللی (IHO)
- سازمان امنیت و همکاری اروپا (OSCE) (partner)
- سازمان بین‌المللی ارتباطات ماهواره‌ای (ITSO)
- سازمان بین‌المللی استانداردسازی (ISO)
- سازمان بین‌المللی دریانوردی (IMO)
- سازمان بین‌المللی کار (ILO)
- سازمان بین‌المللی ماهواره‌های تلفنی (IMSO)
- سازمان بین‌المللی مهاجرت (IOM)
- سازمان بین‌المللی هوانوردی غیرنظامی (ICAO)
- سازمان تجارت جهانی (WTO)
- سازمان توسعه صنعتی ملل متحد (UNIDO)
- سازمان جهانی بهداشت (WHO)
- سازمان جهانی گردشگری (UNWTO)
- سازمان جهانی گمرک (WCO)
- سازمان جهانی مالکیت فکری (WIPO)
- سازمان جهانی هواشناسی (WMO)
- سازمان کشورهای آمریکایی (OAS) (observer)
- سازمان ملل متحد (UN)
- سازمان همکاری اسلامی (OIC)
- سازمان همکاری اقتصادی دریای سیاه (BSEC) (observer)
- صندوق بین‌المللی پول (IMF)
- صندوق بین‌المللی توسعه کشاورزی (IFAD)
- فائو (FAO)
- فدراسیون بین‌المللی جمعیت‌های هلال احمر و صلیب سرخ (IFRCS)
- کمیته بین‌المللی المپیک (IOC)
- کمیساریای عالی سازمان ملل متحد برای پناهندگان (UNHCR)
- گروه پانزده (G15)
- گروه ۲۴ (G24)
- گروه ۷۷ (G77)
- مؤسسه مالی بین‌المللی (IFC)
- نهضت بین‌المللی صلیب سرخ و هلال احمر (ICRM)
- یونسکو (UNESCO)

مصر تنها یک عضو از ۷ عضو سازمان ملل است که عضوی از سازمان منع سلاح‌های شیمیایی نیست.

### نظم و قانون
قانون مصر
- مجازات اعدام در مصر
- قانون اساسی مصر
- جنایت در مصر
- حقوق بشر در مصر
  - حقوق LGBT در مصر
  - آزادی دین در مصر
- اجرای قانون در مصر
  - قانون اضطراری در مصر

### رسانه‌ها
رسانه‌های مصر

### نیروها
نیروهای مسلح مصر
- فرمان دادن
  - فرمانده کل قوا:
    - وزارت دفاع مصر
- نیروها
  - نیروی زمینی مصر
  - نیروی دریایی مصر
  - نیروی هوایی مصر
- تاریخ نظامی مصر
- درجات نظامی مصر

## تاریخ
تاریخ مصر

### تاریخ براساس دوره
- تاریخ مصر باستان: ۳۱۰۰ سال قبل از میلاد تا ۶۳۹ میلادی
  - مصر باستان
    - لیست مباحث مصر باستان

  - دوره سلسله اولیه مصر
    - سلسله اول مصر ج. ۳۱۵۰–۲۸۹۰
    - سلسله دوم مصر: ۲۸۹۰–۲۶۸۶

  - پادشاهی قدیمی مصر
    - سلسله سوم مصر: ۲۶۸۶–۲۶۱۳
    - سلسله چهارم مصر: ۲۶۱۳–۲۴۹۸
    - سلسله پنجم مصر: ۲۴۹۸–۲۳۴۵
    - سلسله ششم مصر: ۲۳۴۵–۲۱۸۱

  - اولین دوره میانی مصر
    - سلسله هفتم مصر: ۲۱۸۱، معمولاً جعلی قلمداد می‌شود
    - سلسله هشتم مصر: ۲۱۸۱–۲۱۶۰
    - سلسله نهم مصر: ۲۱۶۰–۲۱۳۰
    - سلسله دهم مصر: ۲۱۳۰–۲۰۴۰
    - سلسله اولیه یازدهم مصر: ۲۱۳۴–۲۰۶۱

  - پادشاهی میانه مصر
    - سلسله یازدهم اواخر مصر: ۲۰۶۱–۱۹۹۱
    - سلسله دوازدهم مصر: ۱۹۹۱–۱۸۰۳
    - سلسله سیزدهم مصر: ۱۸۰۳–۱۶۴۹
    - سلسله چهاردهم مصر: ۱۷۰۵–۱۶۹۰

  - دوره دوم میانه مصر
    - سلسله پانزدهم مصر: ۱۶۷۴–۱۵۳۵
    - سلسله شانزدهم مصر: ۱۶۶۰–۱۶۰۰
    - سلسله ابیدوس | | ۱۶۵۰–۱۶۰۰
    - سلسله هفدهم مصر: ۱۵۸۰–۱۵۴۹

  - پادشاهی جدید مصر
    - سلسله هجدهم مصر: ۱۵۴۹–۱۲۹۲
    - سلسله نوزدهم مصر: ۱۲۹۲–۱۱۸۹
    - سلسله بیستم مصر: ۱۱۸۹–۱۰۷۷

  - دوره سوم میانی مصر
    - سلسله بیست و یکم مصر: ۱۰۶۹–۹۴۵
    - سلسله بیست و دوم مصر: ۹۴۵–۷۲۰
    - سلسله بیست و سوم مصر: ۸۳۷–۷۲۸
    - سلسله بیست و چهارم مصر: ۷۳۲–۷۲۰
    - سلسله بیست و پنجم مصر: ۷۳۲–۶۵۳

  - دوره اواخر مصر باستان
    - سلسله بیست و ششم مصر: ۶۷۲–۵۲۵
    - تاریخچه مصر هخامنشی: ۵۲۵ قبل از میلاد تا ۳۳۲ قبل از میلاد
      - سلسله بیست و هفتم مصر: ۵۲۵–۴۰۴
      - سلسله بیست و هشتم مصر: ۴۰۴–۳۹۸
      - سلسله بیست و نهم مصر: ۳۹۸–۳۸۰
      - سلسله سی ام مصر: ۳۸۰–۳۴۳
      - سلسله سی و یکم مصر: ۳۴۳–۳۳۲

  - تاریخ مصر بطلمیوسی: ۳۳۲ قبل از میلاد تا ۳۰ قبل از میلاد
    - سلسله ارگاد | ۳۳۲–۳۰۵
    - پادشاهی بطلمیایی | ۳۰۵–۳۰

  - تاریخ مصر روم: ۳۰ قبل از میلاد تا ۶۳۹ میلادی
    - اسقف مصر ج. ۳۸۱ تا ۵۳۹
- مصر ساسانی: ۶۱۹ تا ۶۲۹
- تاریخ مصر عربی: ۶۳۹ تا ۱۵۱۷
  - فتح مصر توسط مسلمانان
  - صلاح الدین در مصر ۱۱۶۳ تا ۱۱۷۴
- تاریخ مصر عثمانی: ۱۵۱۷ تا ۱۸۰۵
- تاریخ مصر در زمان سلسله محمدعلی: ۱۸۰۵ تا ۱۸۸۲
  - به قدرت گرفتن محمدعلی
- تاریخ مصر مدرن: از سال ۱۸۸۲ تاکنون
  - تاریخ مصر در زمان انگلیس: ۱۸۸۲ تا ۱۹۵۶
    - انقلاب ۱۹۱۹ مصر
      - اعلامیه یک جانبه استقلال مصر

    - مصر در طول جنگ جهانی دوم
    - تاریخ مصر جمهوری ۱۹۵۲ تاکنون
      - تاریخ مصر در زمان جمال عبدالناصر ۱۹۵۲–۱۹۷۰
        - انقلاب ۱۹۵۲ مصر
        - جمهوری مصر (۵۸–۱۹۵۳)

      - تاریخ مصر در دوران انور سادات ۱۹۷۰ تا ۱۹۸۱
      - تاریخ مصر در زمان حسنی مبارک ۱۹۸۱–۲۰۱۱
      - بحران مصر (۲۰۱۱–۱۴)
        - انقلاب ۲۰۱۱ مصر (همچنین "انقلاب ۲۵ ژانویه " نیز نامیده می‌شود)
        - ژوئن ۲۰۱۳ اعتراضات مصر
        - کودتای مصر در سال ۲۰۱۳
        - ناآرامی‌های پس از کودتا در مصر (۲۰۱۳–۲۰۱۴)

### تاریخ به تفکیک منطقه
- تاریخ اسکندریه
  - جدول زمانی اسکندریه
- تاریخ قاهره
  - جدول زمانی قاهره
- تاریخ جیزه
- تاریخچه لوکسور
- تاریخچه ممفیس
- تاریخچه دلتای نیل
- تاریخ بندر سعید
  - جدول زمانی بندر سعید
- تاریخچه شبه جزیره سینا
- تاریخچه سوئز

### تاریخ براساس موضوع
- لیست اختراعات و اکتشافات مصر
- تاریخچه DNA مصر
- پایتخت‌های تاریخی مصر
- مصرمانیا
- تاریخ یهودیان در مصر
- تاریخ سیاسی مصر
  - تاریخچه قانون اساسی مصر
  - تاریخ نظامی مصر
    - لیست جنگهای مربوط به مصر

  - تاریخ پارلمان مصر
- تاریخچه جمعیت مصر
- تاریخچه دستگاه‌های زمان‌سنجی در مصر

## فرهنگ
فرهنگ مصری
- مردم مصر
- معماری مصر باستان
  - معماری عثمانی در مصر
- آشپزی مصری
- زبانهای مصر
  - زبان مصری
- رسانه در مصر
- نمادهای ملی مصر
  - نشان ملی مصر
  - پرچم مصر
  - سرود ملی مصر
- فحشا در مصر
- جشن‌ها و عیدها در مصر
- دین در مصر
  - اسلام در مصر
  - مسیحیت در مصر
  - یهودیت در مصر
  - آیین هندو در مصر
- میراث جهانی در مصر

### هنر
- هنر در مصر (به هنر مصر باستان نیز رجوع کنید)
  - هنر معاصر در مصر
- سینمای مصر
- ادبیات مصر
- موسیقی در مصر
- تلویزیون در مصر
- تئاتر در مصر

### ورزش
ورزش در مصر
- مصر در بازی‌های المپیک
- فوتبال در مصر

## اقتصاد و زیرساخت‌ها
اقتصاد مصر
- رتبه اقتصادی، بر اساس تولید ناخالص داخلی اسمی (۲۰۰۷): ۵۲ ام (پنجاه و دوم)
- کشاورزی در مصر
- ارتباطات در مصر
  - اینترنت در مصر
- شرکت‌های مصر
- واحد پول مصر: پوند مصر
  - ISO 4217: EGP
- انرژی در مصر
- مراقبت‌های بهداشتی در مصر
- استخراج معدن در مصر
- بانک ملی مصر
- جهانگردی در مصر
- حمل و نقل در مصر
  - فهرست فرودگاه‌های مصر
  - راه‌آهن ملی مصر
- تأمین آب و سرویس بهداشتی در مصر

## آموزش
آموزش در مصر